# Kadijksplein
Het Kadijksplein is een plein in Amsterdam-Centrum. 

## Geschiedenis
Ze is vernoemd naar De Kadyck, een zomerkade, die in de 17e eeuw buiten de oude Sint Antoniesdijk in het IJ werd aangelegd, voordat de Plantagebuurt kon worden aangelegd. Die Kadyck is terug te vinden op een kaart van Joan Blaeu uit 1649. Ook een eerdere kaart uit omstreeks 1623 meldt die naam. Bij de stadsuitbreiding richting het oosten werd tegenover de vestigwerken langs de oostelijk singelgracht een wijkje aangelegd met pakhuizen etc. dat tevens een scharnierpunt vormde in de toegang tot de Oostelijke Eilanden. De genoemde kaarten laten hier grasland zien in een strak ontwateringspatroon.
Al in het begin van de 19e eeuw werd dat pleintje Kadijkplein, Kadijksplein of Plein aan de Kadijken genoemd. Vanuit een niet bebouwd pleintje trokken vervolgens de Hoogte Kadijk en Laagte Kadijk verder het platteland in. Het plein werd toen ook al in een adem naam genoemd met het tegenoverliggende Kattenburgerplein. De naam werd pas echt vastgelegd op 18 juli 1919. Het werd toen een plein ingesloten door de Schippersgracht, Prins Hendrikkade en de kadijken.

## Bouwwerken
Het plein heeft alleen aan het oosten en zuiden bebouwing, het westen en noorden worden gevormd door de gracht en Prins Hendrikkade. Aan het plein staan drie opvallende bouwwerken. Zo is er het voormalige Zeemanshuis op huisnummer 17 en 18. Op Kadijksplein 4 staat een voormalig "Koffiehuis van het Volksverbond". Verder is er op huisnummer 1 de toegang naar de entrepot, aangegeven door een poort. Kadijksplein 9 en 10 zijn rijksmonumenten. Andere opvallende bouwwerken zijn de oude Scharrebiersluis (rijksmonument) en de modernere Kortjewantsbrug en Kattenburgerbrug, beide uit de jaren zestig van de 20e eeuw.

## Kunst
Met de kunst in de openbare ruimte is het maar matig bedeeld. Voor het zeemanshuis staat het beeld Zeeman van Joost Barbiers. Er mist hier een ander kunstwerk. In 1874 werd hier een obelisk geplaatst ter viering van het 25-jarig jubileum van Koning Willem III der Nederlanden. De obelisk was 25 meter hoog; het zou ontworpen zijn door Jan Springer en vastgelegd door fotograaf Pieter Oosterhuis.  Het beeld moest plaatsmaken voor de tram. Eenzelfde obelisk op de Westerstraat verdween ook in de geschiedenis. 

## Openbaar vervoer
Van 1884 tot 1906 had de paardentram Kadijksplein – Czaar Peterstraat zijn vertrekpunt op het plein. Vanaf 1906 reed hier de elektrische lijn 13 Centraal Station – Prins Hendrikkade – Kadijksplein – Czaar Peterstraat. De tram (sinds 1931 lijn 19) verdween in 1938 en werd door een busdienst vervangen.

## Afbeeldingen

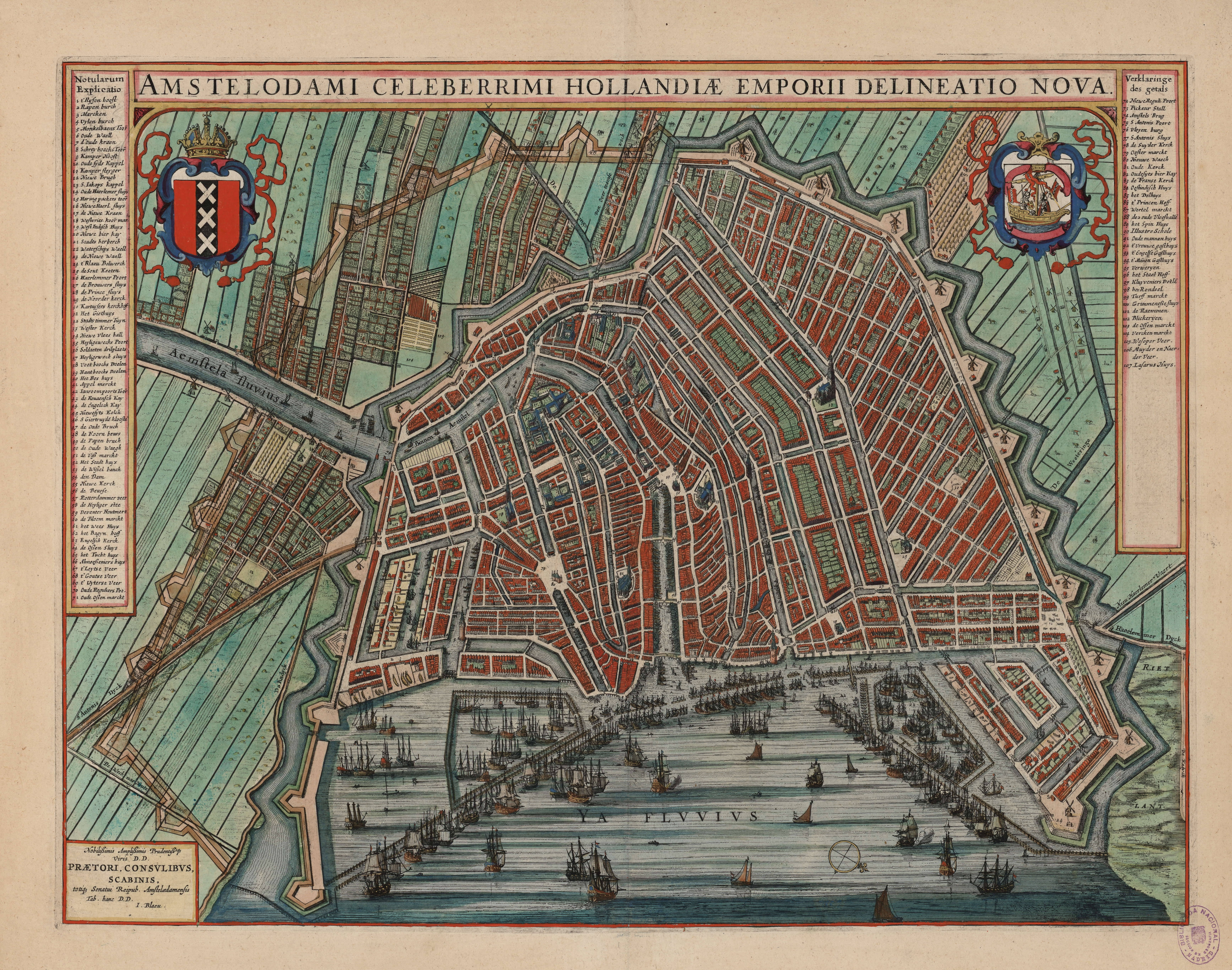
Kaart van Bleau met De Kadyck (1649)
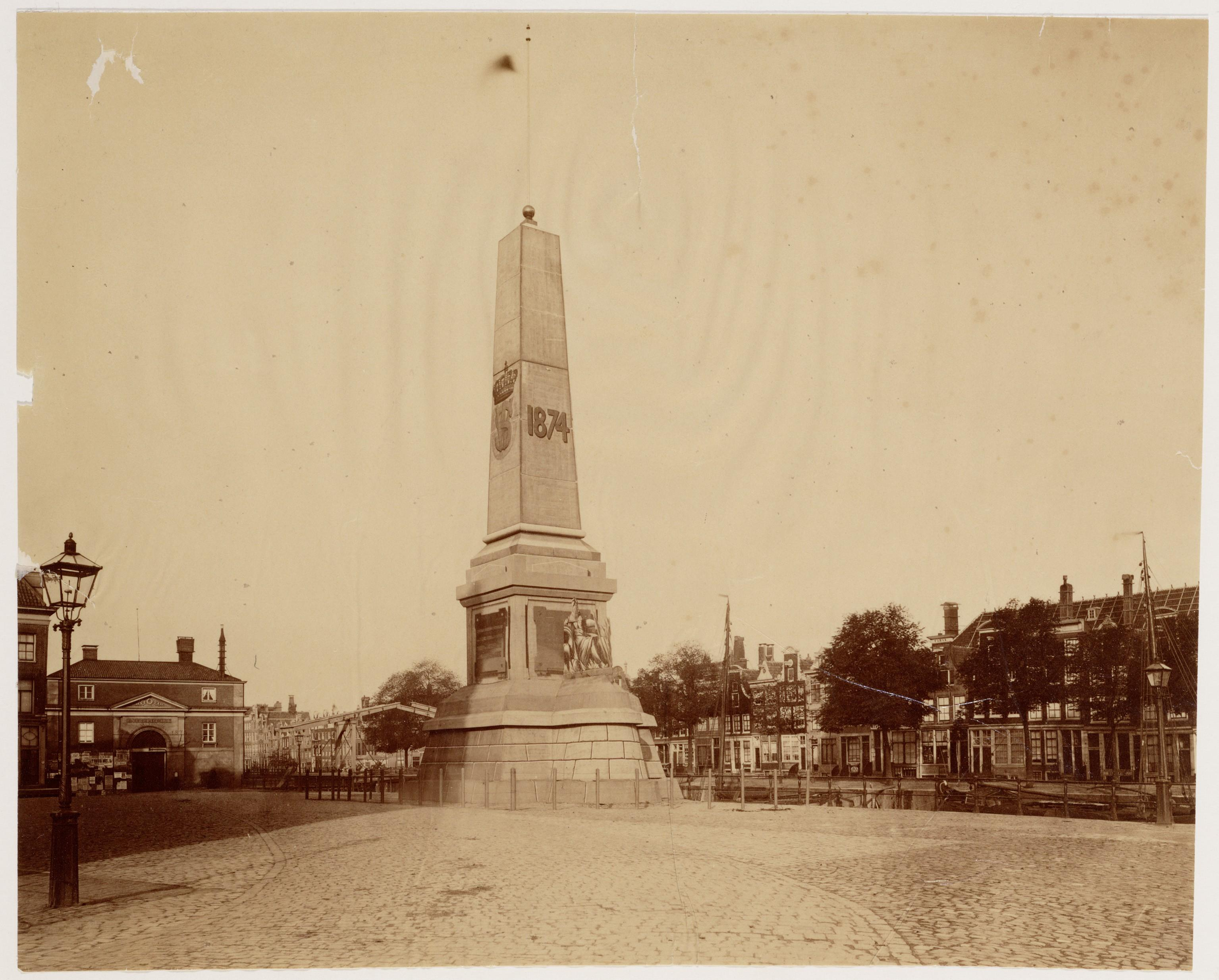
Gedenknaald vastgelegd in 1874
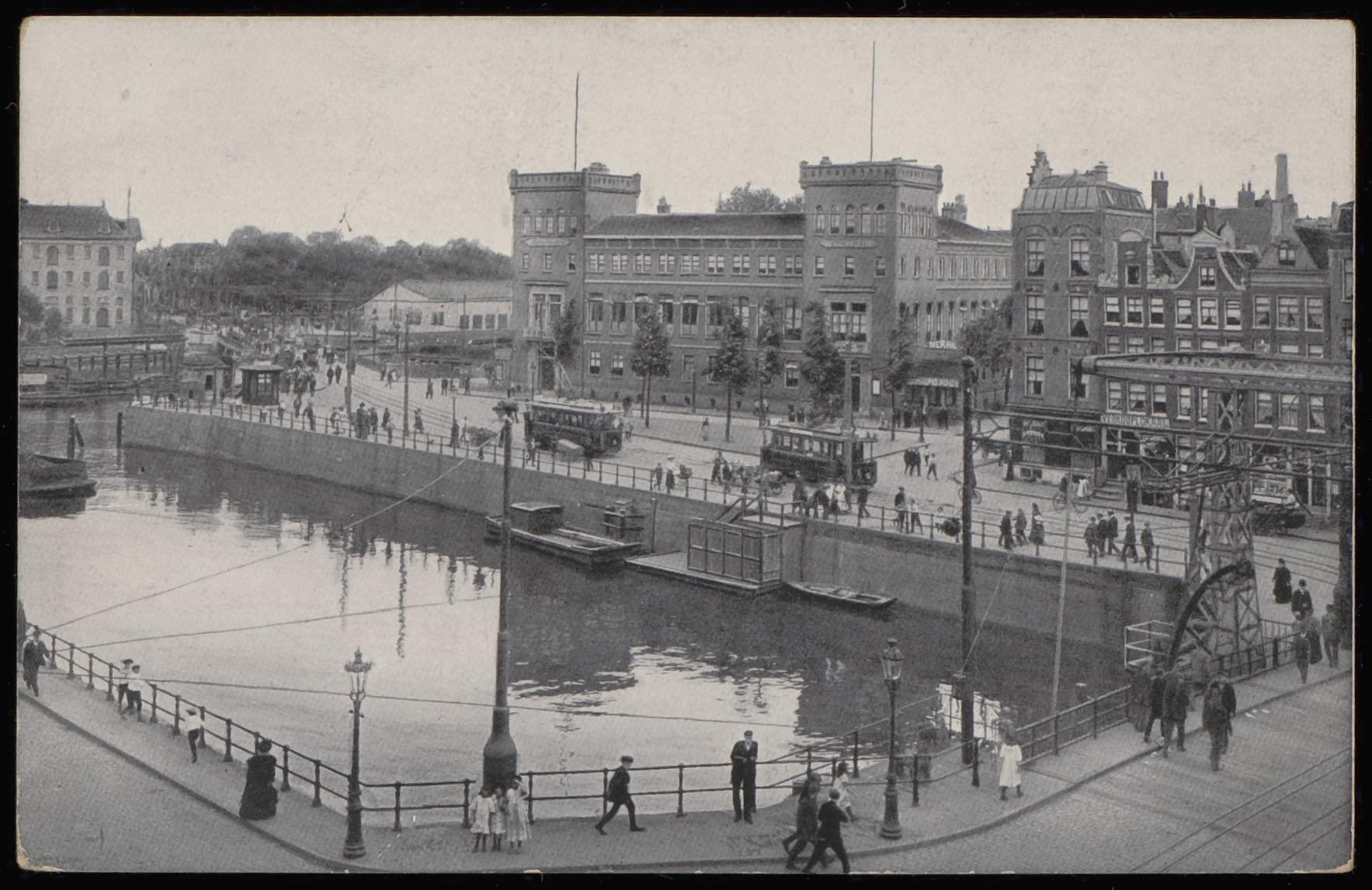
Trams op Kadijksplein (circa 1930)
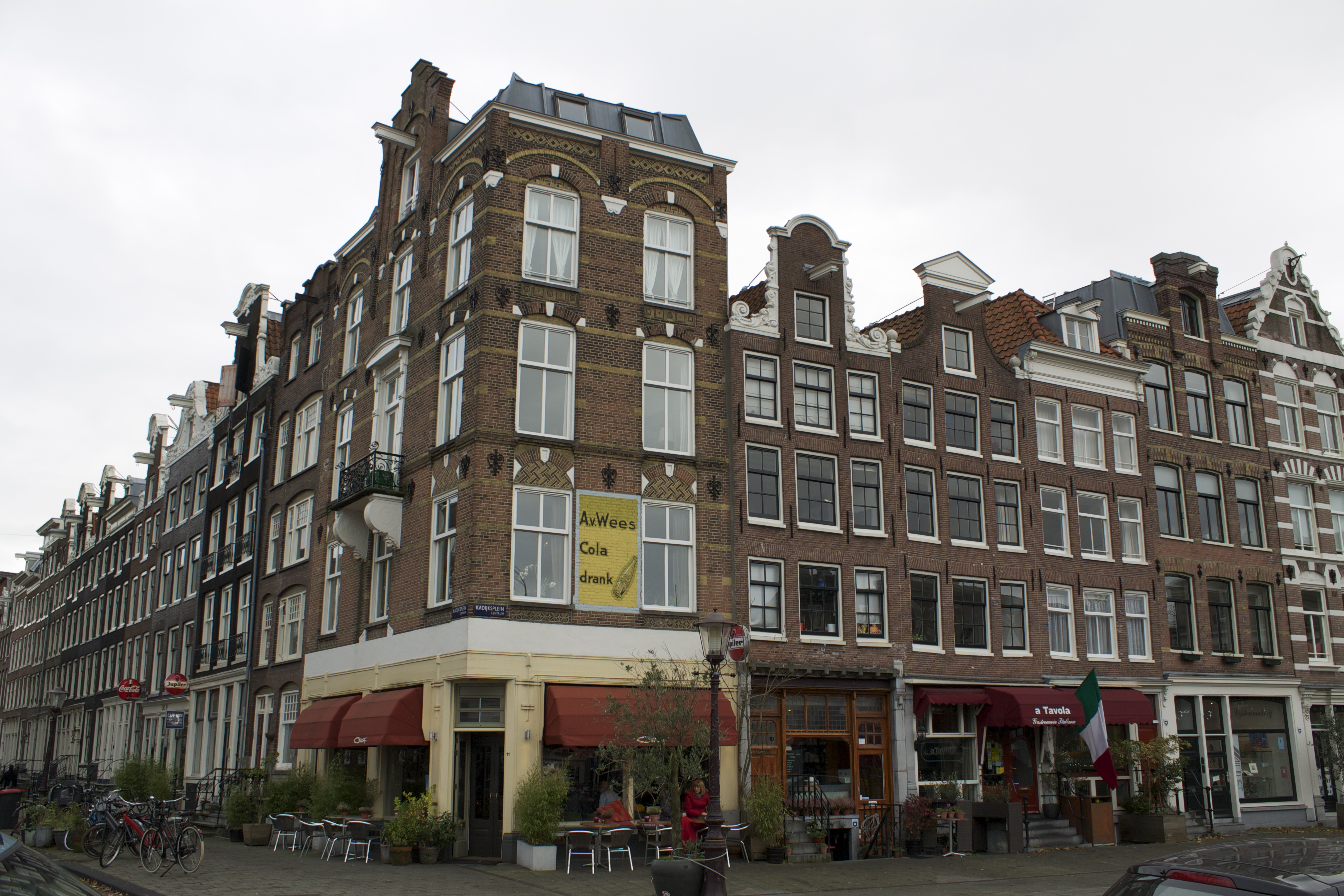
Blok Kadijksplein 5 tot 12(vrnl) met reclameschildering (2013)